# Chambers, Nebraska
Chambers är en ort (village) i Holt County i Nebraska. Vid 2010 års folkräkning hade Chambers 268 invånare.